# Varissuo
Varissuo este o arie protejată (arie de protecție specială avifaunistică — SPA) din Finlanda întinsă pe o suprafață de 473 ha, integral pe uscat.

## Localizare
Centrul sitului Varissuo este situat la coordonatele 63°59′22″N 27°31′10″E / 63.9894°N 27.5194°E.

## Înființare
Situl Varissuo a fost declarat arie de protecție specială avifaunistică în august 1998 pentru a proteja 8 specii de animale.

## Biodiversitate
Situată în ecoregiunea boreală, aria protejată nu include niciun habitat protejat.
La baza desemnării sitului se află mai multe specii protejate de  păsări (8): gâscă de semănătură (Anser fabalis), ciuf de câmp (Asio flammeus), erete vânăt (Circus cyaneus), Emberiza rustica, cocor (Grus grus), codobatura galbenă (Motacilla flava), ploier auriu (Pluvialis apricaria), fluierar de mlaștină (Tringa glareola).
Pe lângă speciile protejate, pe teritoriul sitului au mai fost identificate 19 specii de păsări.